# Où est passée ma bohème
Singles de Julio Iglesias
Pauvres diables
(1979) Je n'ai pas changé
(1979)
Pistes de À vous les femmes
Moi je t'aime Le mal de toi
Où est passée ma bohème est une chanson du crooner espagnol Julio Iglesias sortie en France en 1979. Les ventes du 45 oscillent entre 450 000 et 700 000 exemplaires faisant du disque la 18e meilleure vente de l'année 1979.
La mélodie a été composée entre 1915 et 1917 par Gonzalo Roig (en), avec paroles en espagnole écrites par Augustin Rodriguez sous le titre Quiéreme mucho.  Pour plus d'information, voir Yours (Quiéreme Mucho).

## Classements
| Classement (1979–80)                   | Meilleure position |
| -------------------------------------- | ------------------ |
| Belgique (Flandre Ultratop 50 Singles) | 19                 |
| France (SNEP)                          | 4                  |
| Québec (Palmarès francophone)          | 1                  |

| Classement (1979) | Position |
| ----------------- | -------- |
| France (SNEP)     | 18       |